# Lamblore
Lamblore és un municipi francès, situat al departament de l'Eure i Loir i a la regió de Centre – Vall del Loira. L'any 2007 tenia 397 habitants.

## Demografia

### Població
El 2007 la població de fet de Lamblore era de 397 persones. Hi havia 140 famílies, de les quals 40 eren unipersonals (20 homes vivint sols i 20 dones vivint soles), 56 parelles sense fills, 36 parelles amb fills i 8 famílies monoparentals amb fills.
La població ha evolucionat segons el següent gràfic:
Habitants censats

### Habitatges
El 2007 hi havia 175 habitatges, 140 eren l'habitatge principal de la família, 28 eren segones residències i 7 estaven desocupats. 170 eren cases i 2 eren apartaments. Dels 140 habitatges principals, 107 estaven ocupats pels seus propietaris, 26 estaven llogats i ocupats pels llogaters i 7 estaven cedits a títol gratuït; 1 tenia una cambra, 3 en tenien dues, 27 en tenien tres, 53 en tenien quatre i 56 en tenien cinc o més. 130 habitatges disposaven pel capbaix d'una plaça de pàrquing. A 63 habitatges hi havia un automòbil i a 67 n'hi havia dos o més.

### Piràmide de població
La piràmide de població per edats i sexe el 2009 era:
| Homes | Edats   | Dones |
| ----- | ------- | ----- |
| 4     | 95 o +  | 0     |
| 4     | 90 a 94 | 8     |
| 8     | 85 a 89 | 16    |
| 0     | 80 a 84 | 0     |
| 4     | 75 a 79 | 0     |
| 4     | 70 a 74 | 4     |
| 20    | 65 a 69 | 20    |
| 4     | 60 a 64 | 12    |
| 8     | 55 a 59 | 0     |
| 16    | 50 a 54 | 16    |
| 16    | 45 a 49 | 24    |
| 28    | 40 a 44 | 8     |
| 4     | 35 a 39 | 4     |
| 8     | 30 a 34 | 12    |
| 8     | 25 a 29 | 12    |
| 4     | 20 a 24 | 8     |
| 4     | 15 a 19 | 12    |
| 4     | 10 a 14 | 8     |
| 4     | 5 a 9   | 4     |
| 20    | 0 a 4   | 8     |

## Economia
El 2007 la població en edat de treballar era de 243 persones, 177 eren actives i 66 eren inactives. De les 177 persones actives 164 estaven ocupades (87 homes i 77 dones) i 13 estaven aturades (6 homes i 7 dones). De les 66 persones inactives 28 estaven jubilades, 15 estaven estudiant i 23 estaven classificades com a «altres inactius».

### Ingressos
El 2009 a Lamblore hi havia 155 unitats fiscals que integraven 357 persones, la mediana anual d'ingressos fiscals per persona era de 17.927 €.

### Activitats econòmiques
Dels 24 establiments que hi havia el 2007, 3 eren d'empreses de fabricació d'altres productes industrials, 9 d'empreses de construcció, 6 d'empreses de comerç i reparació d'automòbils, 2 d'empreses d'hostatgeria i restauració, 1 d'una empresa immobiliària, 2 d'empreses de serveis i 1 d'una entitat de l'administració pública.
Dels 11 establiments de servei als particulars que hi havia el 2009, 2 eren tallers de reparació d'automòbils i de material agrícola, 1 paleta, 1 guixaire pintor, 3 fusteries, 2 lampisteries, 1 electricista i 1 empresa de construcció.
L'únic establiment comercial que hi havia el 2009 era una botiga d'electrodomèstics.
L'any 2000 a Lamblore hi havia 21 explotacions agrícoles que ocupaven un total de 616 hectàrees.

## Poblacions més properes
El següent diagrama mostra les poblacions més properes.